# Kisoroszi
Kisoroszi là một thị trấn thuộc hạt Pest, Hungary. Thị trấn này có diện tích 10,94 km², dân số năm 2010 là 962 người, mật độ 88 người/km².